# مارسل چانتال
مارسل شانتال (فرانسوی: Marcelle Chantal‎; ۹ فوریهٔ ۱۹۰۱ – ۱۱ مارس ۱۹۶۰) هنرپیشه، و بازیگر تئاتر اهل فرانسه بود.
از فیلم‌ها یا برنامه‌های تلویزیونی که وی در آنها نقش داشته‌است می‌توان به راسپوتین اشاره کرد.